# 百水先生
弗里德里希‧施托瓦塞尔（德語：Friedrich Stowasser，1928年12月15日—2000年2月19日），以其化名和平帝国·雨天·暗彩·百水（德語：Friedensreich Regentag Dunkelbunt Hundertwasser，奧地利德語發音：[ˈfriːdn̩sraɪç ˈreːɡn̩taːɡ ˈdʊŋkl̩bʊnt ˈhʊndɐtˌvasɐ]，通称百水先生；又音譯汉德瓦萨、亨德華沙）为人熟知，是奥地利画家、雕塑家。他几乎是奥地利20世纪末期最有名的艺术家，尽管有关他的话题总是充满争议。
他出生于维也纳一个犹太人家庭。在他20岁前，他妈妈的大部分亲属在集中营里遇害，这对他后期的作品影响相当大。1948年，他短暂地在维也纳美术学院学习，同时也开始了自己的创作。
百水先生的绘画作品、环保主义理想、哲学观、建筑外墙造型、邮票设计、旗标、服装等等艺术方面，都充分体现了他内心的那股难以压抑的、有时甚至令人讶异的艺术见解。他的作品中，最常见的主题是对直线、鲜亮的颜色、有机结构、人类和自然的调和和强烈的个人主义的不啻。

## 政治观点
就政治观点而言，百水先生是一个支持君主立宪制的人。部分观点摘录如下：
支持回到君主立宪制。
奥地利需要一个更高一级的中心。这个中心由更高级的永恒价值组成，一些没有人胆敢置喙的价值，比如美丽、文化、内在的和外在的和平、信仰、内心的富裕……
奥地利需要一个皇帝，一个为人民服务的皇帝。一个更为高级的，光芒四射的巨人，一个万众信奉的巨人，因为他拥有一切。
理性主义的思维方式让我们在这个世纪里，以自然和万物为代价，奔向一个转瞬即逝的美国式生活。然而这种生活亦走到了尽头，我们的心、生活质量、我们的渴望全部纷崩离析。我们不再喜欢奥地利人了。

不可置疑，奥地利有一个皇帝，一个从不对任何人做坏事，对自己却像对待麻风病人的皇帝。
奥地利需要一个皇室。奥地利万岁！君主立宪制万岁！
奧托·馮·哈布斯堡（奥匈帝国卡尔一世的长子）万岁！萬歲 !萬萬歲 !

## 生平相关
- 1929年他一岁的时候因其当兵的父亲去世，而成为半孤儿。
- 1943年他母亲的亲属，74名犹太人中的69位亲戚被驱逐出境，并随后在集中营里被杀死。
- 1948年-1949年取得奥地利文理高中毕业证后，就读于维也纳艺术学院
- 1949年游历意大利
- 1950年居住于巴黎
- 1951年游历摩洛哥和突尼斯
- 从1967年开始，百水先生的作品，如图画、招贴和海报，大量被出售。
- 从1981年开始担任维也纳私人艺术学院（Akademie der bildenden Künste Wien）教授一职
- 1991年百水先生博物馆在维也纳开业

### 建筑作品

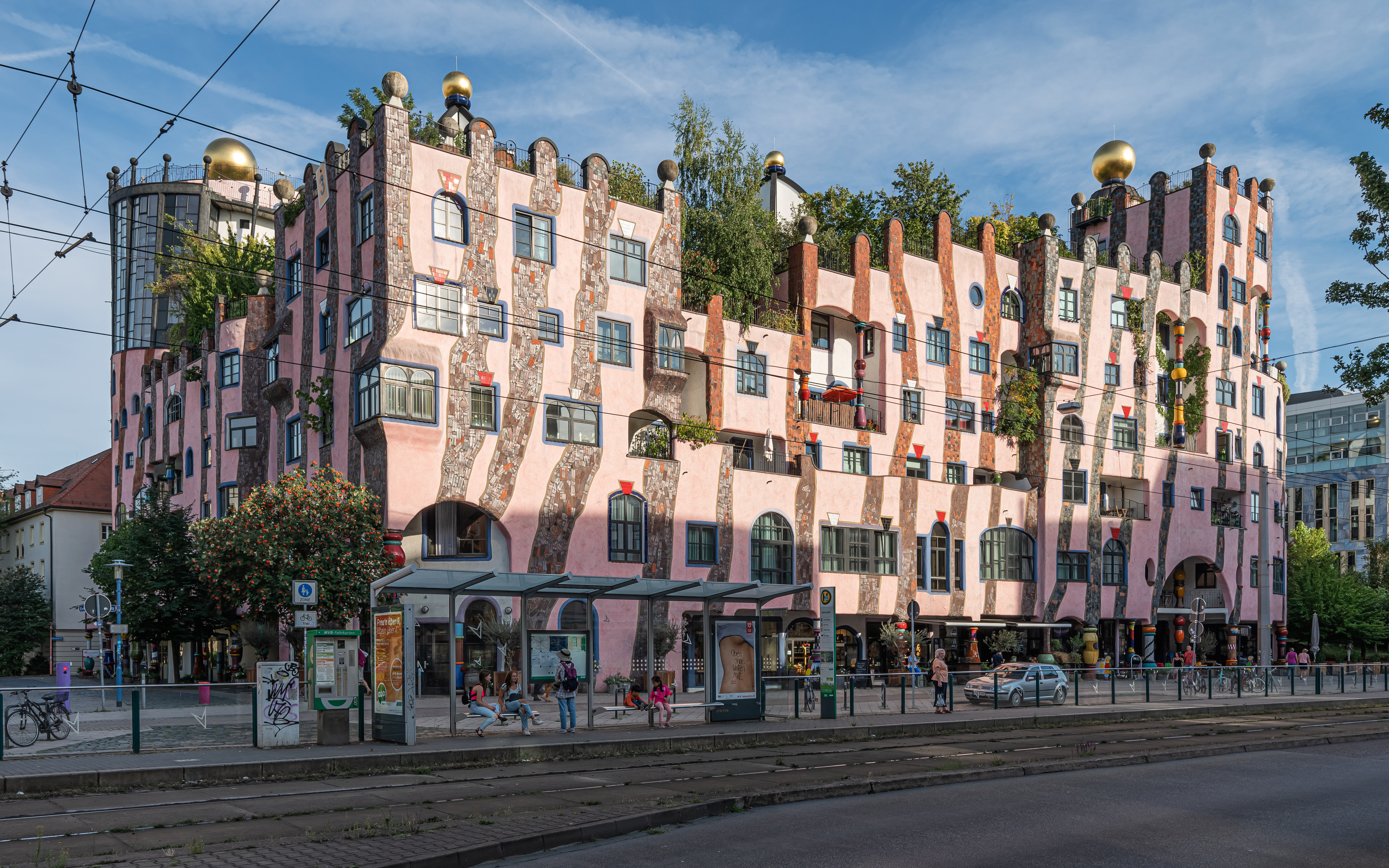
德國马格德堡綠色城堡
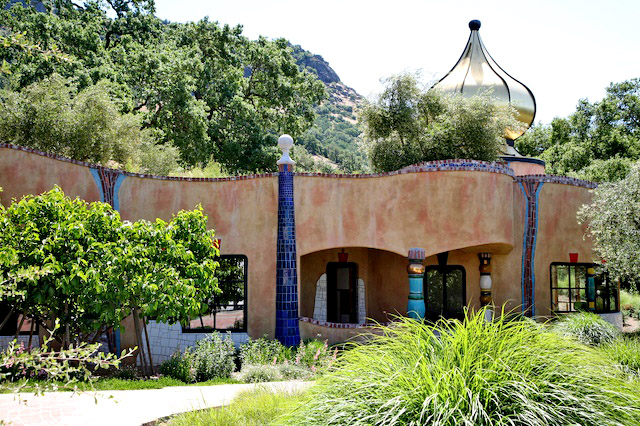
美國加州納帕谷堂吉訶德酒莊
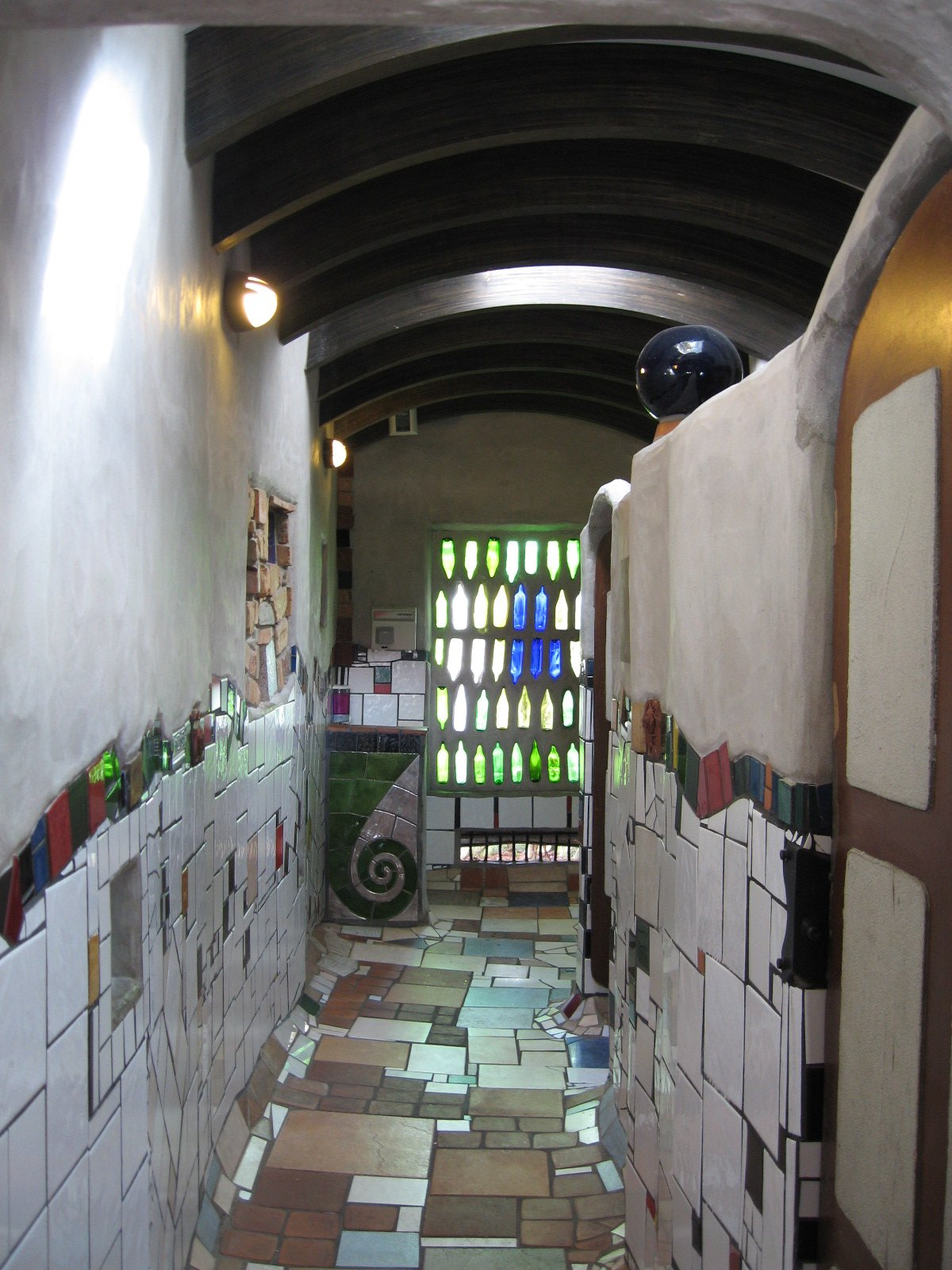
卡瓦卡瓦公共厕所
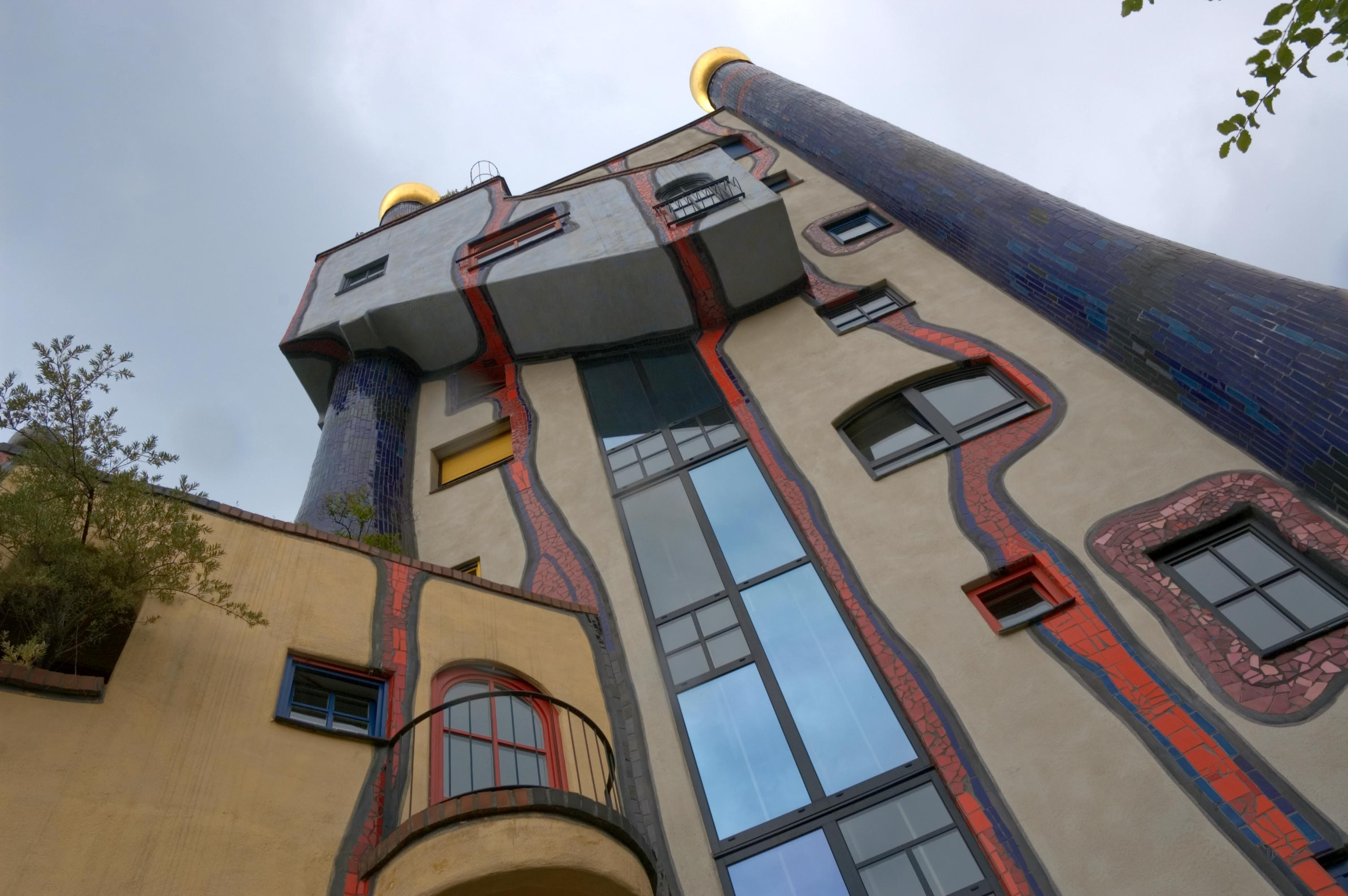
德國普洛興根百水公寓
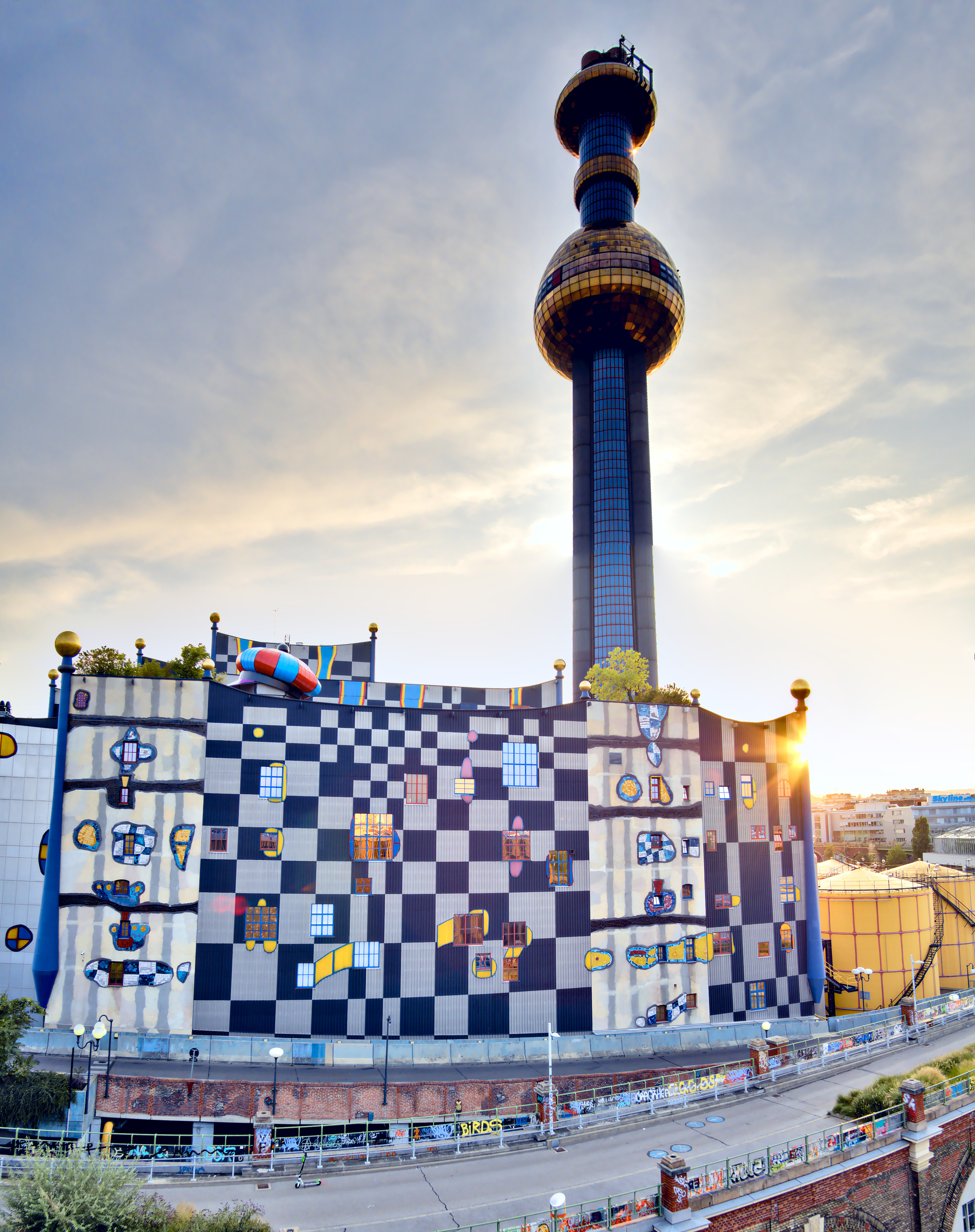
维也纳施比特劳垃圾焚烧厂

## 外部連結
- 绿色城堡，马格德堡市（德）的百水先生之屋（德语）（页面存档备份，存于）
- 百水先生之屋，维也纳（德语）
- 歌舞剧院，德国Uelzen市（德语）
- 火车站，德国Uelzen市（德语） （页面存档备份，存于）